# Hervé Désarbre

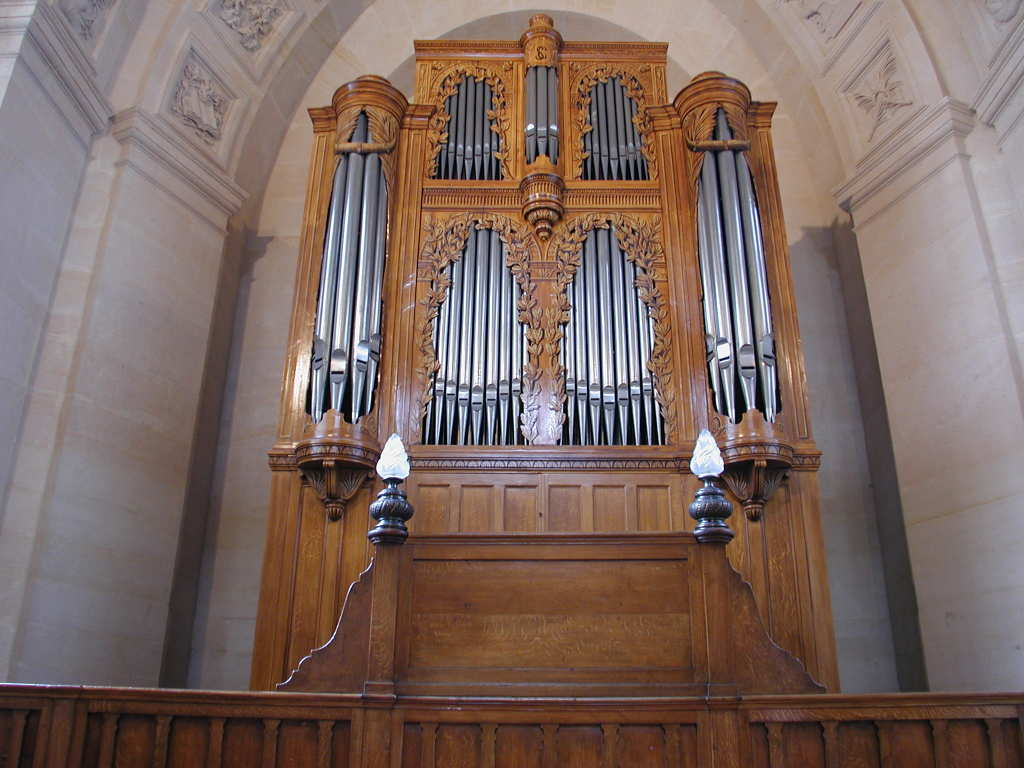
L'orgue de l'église Notre-Dame du Val-de-Grâce

Hervé Désarbre, né en 1957 à Roanne (Loire), est un organiste français et organiste du ministère de la Défense.
Il est titulaire de l'orgue Cavaillé-Coll de l'église Notre-Dame du Val-de-Grâce de Paris.

## Biographie
Il étudie le piano avec Madeleine David, élève de l’organiste et compositeur Aloÿs Claussmann, et travaille ensuite avec André Chometon, professeur au conservatoire de Lyon.
Parallèlement à ses études de droit, il se tourne vers l’orgue et entre dans la classe d’orgue d'André Fleury à la Schola Cantorum de Paris. Il recueillera également les conseils de Guy Morançon. En 1975, il est nommé organiste de l’église Saint-Louis de Roanne et, en 1982, titulaire honoraire de l’orgue historique de Renaison. En 1993, il est nommé titulaire de l'orgue historique de l’église du Val-de-Grâce de Paris, et en 2005, il reçoit le titre d'organiste du ministère de la Défense (Protocole Culture-Défense). En 2004, il crée, avec le compositeur François Vercken, l'ensemble vocal La Chapelle-Musique du Val-de-Grâce.
Il a participé à plusieurs émissions de radio ou de télévision et a joué en soliste avec différents chœurs, ensembles et orchestres français ou étrangers (Orchestre de la Garde républicaine, Quintette de cuivres de Radio-France, Maîtrise de la cathédrale de Lyon, Chœur de l'Orchestre de Paris, Groupe vocal de France, et à l’étranger la Philharmonie de la Baltique (en), la Philharmonie Tadeusz Baird, l'Orchestre symphonique de la fédération de Russie, etc.). Il se produit à Paris (Val-de-Grâce, Notre-Dame de Paris, La Madeleine, Saint-Eustache), en France, en Russie, Ukraine, Ouzbékistan, Grande-Bretagne, Italie, Belgique, Serbie, Allemagne, Pologne, Espagne. À Moscou, il s’est déjà produit à plusieurs reprises, seul ou avec orchestre, dans la grande salle du Conservatoire Tchaïkovsky (dont il a reçu la médaille d'honneur), à la Salle Tchaïkovsky et au musée Glinka. En août 2014, il a été nommé, par le recteur du conservatoire de Moscou, au comité international d'experts pour la restauration du grand-orgue Cavaillé-Coll. En février 2015, il était invité à jouer au Festival de Sotchi, dirigé par Youri Bashmet. En septembre 2017, à Moscou, il donne le concert d'ouverture du festival « Saisons françaises » du conservatoire Tchaïkovsky.
Ses récitals sont essentiellement consacrés à la musique française des XIX et XXe siècles et aux musiques italienne et russe. Intéressé également par la musique d’aujourd’hui, il a créé nombre d'œuvres contemporaines, pour orgue seul ou avec orchestre, certaines lui étant dédiées (Ivan Jevtic, François Vercken, Guy Morançon, François-Henri Houbart, Aubert Lemeland, Youri Kasparov, Dimitri Yanov-Yanovsky, Pierre Cholley, Julien Bret, Andrés Laprida, etc.). Nicolas Bacri et Jacques Boisgallais lui ont également dédié des œuvres de musique de chambre.
Hervé Désarbre est membre de plusieurs jurys français et internationaux (Schola Cantorum, Concours Chostakovitch, Concours Edison Denisov, etc.), de la commission musicale du ministère français de la Défense, et directeur artistique des Éditions Le Chant du Monde. Il est également membre de la Famille Camillienne (Ordre des Clercs réguliers pour les malades).
Le 26 juillet 2008, Hervé Désarbre est invité au 50e anniversaire du jumelage de Reutlingen avec Roanne. Ainsi il a donné un récital aux claviers du nouveau grand orgue de l'église de Saint Wolfgang avec le concert Le Tour du monde en 80 minutes ! De Reutlingen à Moscou en passant par Roanne et New York à l'occasion du centenaire de la naissance d'Olivier Messiaen. Récemment à Paris, il créait au piano, avec l'ensemble vocal La Chapelle-Musique du Val-de-Grâce, la mise en musique, par Pierre Cholley, de la célèbre recette escalope de saumon à l'oseille des Frères Troisgros, en présence de Pierre Troisgros. En mai 2013, il est invité à jouer à Renaison pour les trente ans de l'installation de l'orgue historique John Abbey, et la municipalité lui remet la médaille de la commune.
En 2008, il est membre du jury du concours international d'orgue Alexander Goedicke, organisé par le conservatoire Tchaïkovski de Moscou et du concours international de musique de chambre Sergueï Taneïev. Il a également présidé le Concours international de composition Edison Denissov, à Moscou, et le présidera à nouveau en 2016. Il a récemment fondé avec d'anciens condisciples de la Schola Cantorum l'Association André Fleury dont il est le secrétaire général.
Il vient d'être accueilli en tant qu'officier supérieur dans la réserve citoyenne.

## Discographie
1. L'orgue et l'enfance, Mandala[7]
2. L'orgue et la danse, Mandala
3. Concertos français pour orgue et cordes, Mandala
4. L'orgue insolite, Mandala
5. François Vercken, Œuvres pour orgue seul, et concerto pour orgue, De Plein Vent
6. François Vercken, Le Lucernaire, Pavane
7. Aloÿs Claussmann, Mandala
8. La musique médiévale d'Erik Satie, Mandala
9. Hommage à André Fleury, Intégral Classic[8]
10. Chostakovitch, Chant du Monde
11. Chants de la synagogue, avec Adolphe Attia, ténor, Chant du Monde
12. Musique liturgique juive, avec Adolphe Attia, ténor, Chant du Monde
13. Les grandes fêtes liturgiques juives, avec Adolphe Attia, ténor, Chant du Monde
14. Les Voix de Pâques, avec Adolphe Attia, ténor, Sony
15. Mendelssohn, Psaume Hora Est, EMI

## Quelques créations mondiales
- Julien Bret : La valse des Anges, La valse des Colombes, La ronde des Lutins, Concerto pour orgue et cordes, Images de Paris, Oliver Twist, San Camillo, Bouillabaisse, Cervelas en brioche
- Régis Campo : Maschera
- Pierre Cholley : Rumba sur les grands-jeux, Concetti pour orgue, La licorne
- Pascal Duc : Sonate
- François-Henri Houbart : La habanera du général, Bast
- Ivan Jevtic : La révélation de la Lumière
- Youri Kasparov : Obélisque, concerto pour orgue et orchestre symphonique, Lontano, pour orgue et bande
- Andrès Laprida : Samba pour orgue, Florinda[9]
- Aubert Lemeland : Epitaphe française, concerto pour orgue, trompette et cordes
- Guy Morançon : Quatre autres noëls, 13 variations sur l'hymne Veni Creator, La Tarasque, pour orgue, piano, chœur et percussion
- Max Pinchard : Concerto Giocoso, pour orgue et cordes[10]
- Bruno Schweyer : Danses d'Eurynomée, pour orgue et cordes
- Elzbieta Sikora : Short Stories
- François Vercken : Concerto pour orgue et ensemble instrumental, Marseillaise, vous avez dit Marseillaise, pour orgue
- Dimitri Yanov-Yanovsky : Concerto pour orgue et cordes, Elf and Mirror, pour orgue

## Œuvres dédiées
Les compositeurs Guy Morançon, François Vercken, Max Pinchard, Ramon Lazkano, Jacques Boisgallais, Nicolas Bacri, Youri Kasparov, Elzbieta Sikora, Pierre Cholley, Ivan Jevtic, Dimitry Yanov-Yanovsky, Felix Yanov-Yanovsky, Jean-Louis Petit, Merab Gagnidzé, lui ont dédié des œuvres pour orgue seul, orgue et orchestre, ou de musique de chambre.

## Décorations

### Décorations officielles
- Chevalier de l'ordre national du Mérite (13 novembre 2014[12])
- Médaille d'honneur du service de santé des armées

### Autres distinctions
- Commandant dans la réserve citoyenne
- Médaille de la ville de Renaison